# Georg-Schlesinger-Schule
Die Georg-Schlesinger-Schule (ⓘ) – das Oberstufenzentrum Maschinen- und Fertigungstechnik (OSZ MFT) – in der Kühleweinstraße im Bezirk Reinickendorf ist eines von 36 Oberstufenzentren in Berlin. Sie ist benannt nach Georg Schlesinger, dem ersten Inhaber des Lehrstuhls für Werkzeugmaschinen und Fabrikbetriebe an der Technischen Hochschule Charlottenburg, heute Technische Universität Berlin.
Das Schulzentrum vereint unter einem Dach Berufsschule, Berufsfachschule, Fachoberschule, Berufliches Gymnasium und verschiedene Lehrgänge für die Berufsvorbereitung. Das Bildungsangebot reicht vom Hauptschulabschluss bis zum vollwertigen Abitur. Dafür steht eine Vielzahl von Bildungsgängen zur Auswahl, deren gemeinsamer Bezugspunkt der Berufsbereich Maschinen- und Fertigungstechnik im Berufsfeld Metalltechnik ist. 
An der Georg-Schlesinger-Schule arbeiten mehr als 100 Mitarbeiter (Lehrkräfte, nichtpädagogisches Personal in Büro, Laboren und Werkstätten).
Die Georg-Schlesinger-Schule hat in den letzten Jahren durchweg mehr als 2000 Schüler in etwa 110 Klassen. Ihr größter Bereich ist die Berufsschule mit den Auszubildenden in den dualen Berufen. Neben den klassischen Metallberufen zählen dazu auch Tankwarte, Berufskraftfahrer, Fachkräfte im Fahrbetrieb und Betriebseisenbahner. Sie begleitet mit ihrem lernfeldorientierten Unterricht die betriebliche Ausbildung und führt zum Abschluss als Facharbeiter oder Geselle.
Weitere Bildungsgänge sind die Fachoberschule und die Berufsoberschule, die zur Fachhochschulreife oder zum Fachabitur führen. Beide Bildungsgänge konzentrieren sich auf die Anforderungen des Berufsbereichs Maschinen- und Fertigungstechnik, der auch das berufsfachliche Profil der gymnasialen Oberstufe im Beruflichen Gymnasium bestimmt. In diesem dreijährigen Bildungsgang wird die bundesweit anerkannte allgemeine Hochschulreife vermittelt, einschließlich erster berufspraktischer Erfahrungen in der Metalltechnik und Mechatronik sowie fachtheoretischer Kenntnisse in Maschinenbau.